# Dringenbergske gård
Dringenbergske gård er en af Malmøs ældste gårde, beliggende i kvarteret Jörgen Kocks østlige del langs Norra Vallgatan - Frans Suellsgatan - Västergatan. Tomten omtales første gang i 1430'erne. År 1439 kaldes hjørnehuset vid Västergatan - Frans Suellsgatan for ”sancti Pethers kirke steenhwus”. Denne bygning lå med gavlen op mod Västergatan og langsiden mod Frans Suellsgatan. I kælderen findes et lille gårdsmuseum og en stenkapitæl sandsynligvis fra den ældsta Sankt Petri kirke, en kirke, der blev nedrevet før midten af 1300-tallet. Nedrivningsmaterialerne blev anvendt i det nyopførte hus, der ejedes af kirken.
Nord for bygningen findes rester af et toetages teglhus med kælder. Et vægparti af blandet kritsten og tegl er bevaret mod gårdspladsen. Huset er sandsynligvis fra 1400-tallet. Videre nord for dette hus ligger en kælderbygning fra 1300-tallet. Bygningen, der udgør hjørnehus mellem Frans Suellsgatan og Norra Vallgatan, har stadig dele af en oprindelig krydsvælvet kælder bevaret. Kælderen blev dog svært beskadiget ved ombygniner i 1846, men er tilbageført i sin oprindelige stand.
Ud mod Västergatan vest for Sankt Petris hjørnehus ligger en toetagers teglbygning fra omkring 1500-tallet. Byninen omtales i 1463 som ”mynttemaesterens gotz”. I et kongebrev fra 1500 kaldes huset ”then gamble Mynthemesteres gaardt”. Den møntmester, der er tale om er Henrik Dringenberg, virksom ved Møntergården i Malmø (nuværende Malmöhus). Dette fremgår af en beskrivelse fra 1549: ”en gaard som Meinort Harcke uti boer oc wor then gamble mönstemester Henrich Dringenbergs gaard, liigendis norden adelgaden paa hiörnitt uti thet store Fergestrede, som Meinort Harcke holder friit win oc bröd till kirchen oc skall therfore giffue 16 mark”. På den tid betaltes altså fortsat husleje til Sankt Petri kirke.